# Flo Stoffner
Florian 'Flo' Stoffner (1975) is een Zwitserse jazzgitarist en componist.

## Biografie
Stoffner deed zijn eerste ervaringen op door optredens met Harald Haerter en Erik Truffaz, onder meer op  het Lugano Festival. Vanaf het begin van de 21ste eeuw werkte hij met musici als Marius Peyer (Unsung Songs, 2000), Gitta Kahle, Christian Weber, Lionel Friedli, Hans-Peter Pfammatter, Manuel Mengis (Into the Barn, 2004), Christoph Grab en Hilaria Kramer, en in de groepen Fat Son, Lauschangriff, Lila en Science Fiction Theater. In 2012 kwam hij met een soloalbum ... and Sorry (Veto Records). Met Paul Lovens en Rudi Mahall nam hij het trio-album Mein Freund der Baum (Wide Ear, 2017) op. In de jazz was hij tussen 1990 en 2011 betrokken bij 15 opnamesessies.

## Discografie (selectie)
- Marius Peyer - Christian Weber - Flo Stoffner: Unsung Songs (Unit Records, 2001)
- Hilaria Kramer/Florian Stoffner/Daniel Humair/Pietro Leveratto: La Suite (MGB, 2011)
- Flo Stoffner: Norman (Veto Records, 2014) solo